# Pearls Before Swine
Pearls Before Swine (в переводе «жемчуг (или бисер) перед свиньями») — американская психоделическая фолк-группа, основанная исполнителем песен в стиле народной традиции, гитаристом и автором композиций Томом Раппом (08.03.1947—11.02.2018) и некоторыми его школьными товарищами в 1965 году.

## История

### О группе
Группа выпустила шесть студийных альбомов в период между 1967 и 1971 годами, после чего была расформирована, а Рапп начал сольную карьеру.
Название коллектива взяли из библейского текста Нового Завета. В Евангелии от Матфея (гл. 7, ст. 6) приведены слова из Нагорной проповеди Иисуса Христа: «Не давайте святыни псам и не бросайте жемчуга вашего перед свиньями, чтобы они не попрали его ногами своими и, обратившись, не растерзали вас» (англ. «Do not give what is holy to the dogs; nor cast your pearls before swine, lest they trample them under their feet, and turn and tear you in pieces (Mat.7:6).).
Одна из первых американских групп, полностью объединившая психоделику с народной музыкой, со всеми её традиционными корнями.

## Дискография
- One Nation Underground (1967, лейбл звукозаписи ESP-Disk)

Перечень треков
1. «Another Time» (В другой раз) — 3:03 (Tom Rapp)

2. «Playmate» (Товарищ по играм) — 2:19 (Saxie Dowell)

3. «Ballad to an Amber Lady» (Баллада о янтарной леди) — 5:14 (Roger Crissinger, Rapp)

4. «(Oh Dear) Miss Morse» ((О, дорогая) мисс Морз) — 1:54 (Rapp)

5. «Drop Out!» (Кончай учиться!) — 4:04 (Rapp)

6. «Morning Song» (Утренняя песня) — 4:06 (Rapp)

7. «Regions of May» (Зоны мая) — 3:27 (Rapp)

8. «Uncle John» (Дядя Джон) — 2:54 (Rapp)

9. «I Shall Not Care» (Мне будет все равно) — 5:20 (Sara Teasdale, Roman Tombs, Rapp)

10. «The Surrealist Waltz» (Сюрреалистический вальс) — 3:29 (Lane Lederer, Crissinger)

- Balaklava (1968, ESP-Disk)
- These Things Too (1969, лейбл звукозаписи Reprise)
- The Use of Ashes (1970, Reprise)
- City of Gold (1971, Reprise)
- Beautiful Lies You Could Live In (1971, Reprise)